# Gliphipterix
Gliphipterix é um gênero de mariposa pertencente à família Acrolepiidae.